# Saint-Paul-d'Espis
Saint-Paul-d'Espis is een gemeente in het Franse departement Tarn-et-Garonne (regio Occitanie) en telt 603 inwoners (2005). De plaats maakt deel uit van het arrondissement Castelsarrasin.

## Geografie
De oppervlakte van Saint-Paul-d'Espis bedraagt 25,8 km², de bevolkingsdichtheid is 23,4 inwoners per km².
De onderstaande kaart toont de ligging van Saint-Paul-d'Espis met de belangrijkste infrastructuur en aangrenzende gemeenten.

## Demografie
Onderstaande figuur toont het verloop van het inwonertal (bron: INSEE-tellingen).